# Cystiphora taraxaci
Cystiphora taraxaci är en tvåvingeart som först beskrevs av Jean-Jacques Kieffer 1888.  Cystiphora taraxaci ingår i släktet Cystiphora och familjen gallmyggor. Inga underarter finns listade i Catalogue of Life.